# Everardo Espinosa
Jose Everardo S. Espinosa Rodríguez (* 1 de julio de 1893, Etzatlan, Jalisco, México  – † 11 de febrero de 1946, Guadalajara, Jalisco, México) fue un futbolista mexicano que jugaba en la posición de mediocampista. Jugó toda su carrera con el Club Deportivo Guadalajara en la Liga de Occidente.

## Biografía
Everardo S. Espinosa nace en Etzatlan, Jalisco, siendo hijo de los señores Fernando L. Espinosa y Adelaida Rodríguez. A principios del siglo XX se muda a la ciudad de Guadalajara, junto con su hermano 	José F. Espinosa y ambos se vuelven socios del Club Deportivo Guadalajara, empezando a participar en su equipo de fútbol y posteriormente en otros deportes.
Se casó con Josefina Ibañes y tuvo cinco hijos, Fernando, J. Carlos, Everardo F., María Teresa y Luz . Después de vivir un tiempo en Guadalajara, se mudaron a Ciudad de México, donde nacieron Everardo y María Teresa, después volverían a Guadalajara.
Fue contador público y durante mucho tiempo trabajó en el Banco Nacional de Crédito Ejidal (Banjidal), donde incluso su hijo Fernando tuvo oportunidad de trabajar y participar con el equipo de fútbol de los agraristas.

## Club Deportivo Guadalajara
Fue jugador del primer equipo de fútbol del Guadalajara desde 1910 y tuvo participación constante hasta 1917.
Además de deportista, también actuó como directivo, cumplió un período como Presidente del Club Deportivo Guadalajara de 1929 a 1930. También desempeñó otros cargos, como tesorero, puesto que ocupaba al momento de su muerte.

## Selección Jalisco
Fue entrenador de la Selección Jalisco en distintas ocasiones, destacando las participaciones de 1928 y 1937. En 1928, la selección participó en una gira por la Ciudad de México enfrentando a los equipos de Primera Fuerza que actuaban en dicha plaza, y en 1937 viajó a Colombia en lo que fue la primera gira internacional del equipo.

## Muerte
Después de muchas complicaciones producidas por un tumor en el pulmón izquierdo, que finalmente fue detectado como cáncer, Everardo tuvo que someterse a una operación para la extracción de dicho pulmón. Sobrevivió a la operación y fue llevado a su casa para reposar, sin embargo murió el día 11 de febrero de 1946 a las 23:30 horas.